# Kościół św. Wawrzyńca w Cerekwicy
Kościół świętego Wawrzyńca – rzymskokatolicki kościół parafialny zlokalizowany we wsi Cerekwica (województwo dolnośląskie), należący do dekanatu Trzebnica archidiecezji wrocławskiej.

## Historia i architektura
Świątynia była wzmiankowana w 1305. Pierwotna budowla została wzniesiona w XV wieku, obecna została gruntownie przebudowana w 1801 roku, rozbudowana została o wieżę i kaplicę chrzcielną w 1910. Świątynia jest orientowana, murowana, jednonawowa, posiada trójbocznie zakończone prezbiterium oraz wieżę od strony zachodniej.
Do wyposażenia świątyni należą: olejny obraz przedstawiający św. Wawrzyńca, stacje drogi krzyżowej wykonane w 1886 roku, marmurowa chrzcielnica wykonana w 1913 w Monachium oraz okna witrażowe przedstawiające postacie apostołów Piotra i Pawła, Zwiastowanie Najświętszej Maryi Panny, Świętą Rodzinę i Serce Jezusowe wykonane we Wrocławiu w latach 1895-1903

## Otoczenie
Wokół kościoła znajduje się cmentarz, a przy samej świątyni zachowało się kilka starych nagrobków. Jest tu m.in. grób księdza kanonika Błażeja Jurasza (1880-1961).

## Galeria

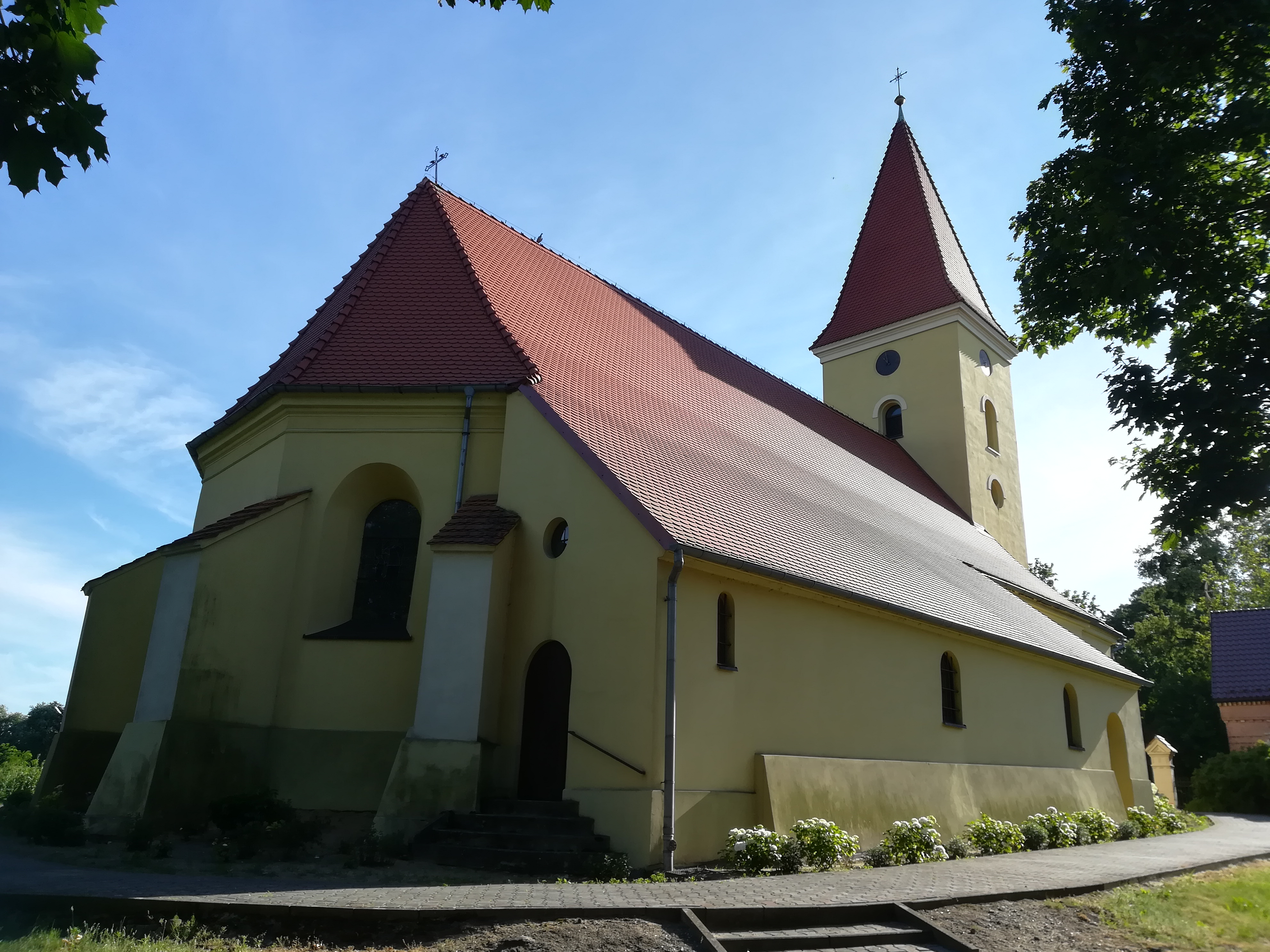
Widok od strony prezbiterium
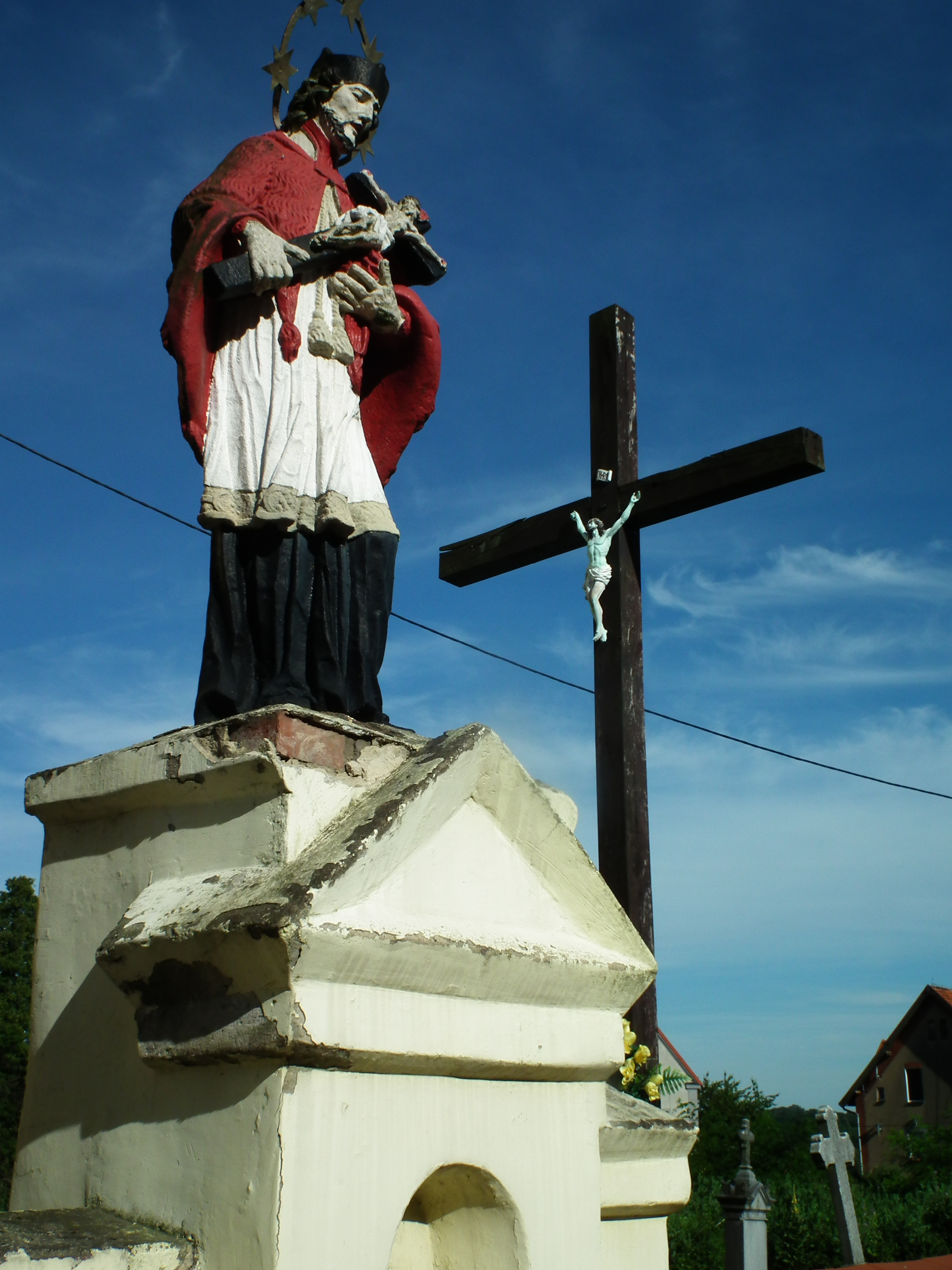
Figura przy bramie
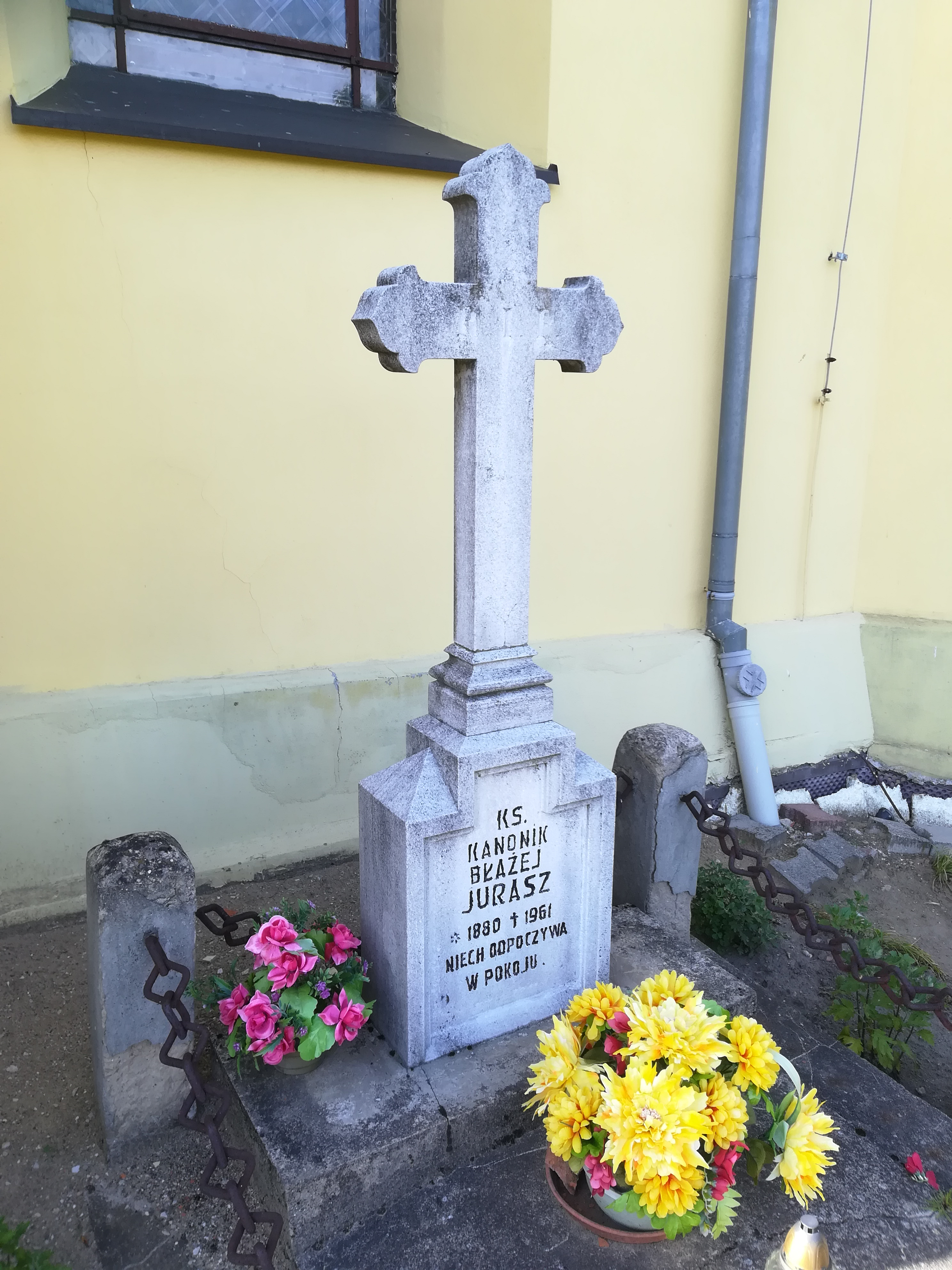
Grób ks. Błażeja Jurasza